# Кеннеди, Джо III
Джозеф Патрик Кеннеди III (англ. Joseph Patrick Kennedy III; род. 4 октября 1980, Бостон) — американский юрист и политический деятель. Член Палаты представителей США от 4-го округа штата Массачусетс с 2013 года. Член Демократической партии.
Джозеф является внуком сенатора и бывшего генерального прокурора Соединенных Штатов Роберта Кеннеди, внучатым племянником президента Джона Ф. Кеннеди и сенатора Эдварда Кеннеди. Его прабабушка Роза Кеннеди была дочерью Джона Ф. Фитцджеральда, члена Палаты представителей и мэра Бостона. Отец Джозеф Патрик Кеннеди II (род. 1952) — бизнесмен и политик. У него есть брат-близнец Мэттью. Родители развелись в 1991 году.

## Биография
Родился в Брайтоне, штат Массачусетс. Был назван в честь своего прадеда Джозефа Патрика Кеннеди. После окончания Стэнфордского университета он провёл два года в Доминиканской Республике в качестве члена Корпуса мира и получил степень юриста в юридической школе Гарварда в 2009 году. В Стэнфорде соседом Кеннеди по комнате был известный в будущем баскетболист Джейсон Коллинз. Он подал в отставку с должности государственного обвинителя в начале 2012 года, чтобы баллотироваться на место уходящего на пенсию конгрессмена Барни Фрэнка. Он легко победил на внутрипартийных выборах и одолел республиканского кандидата Шона Билата. Он был приведён к присяге в январе 2013 года и заседает в комитете США по энергетике и торговле.

Я добился места в Конгрессе не просто чтобы доказать, что достоин этого не меньше, чем остальные члены нашей семьи. На самом деле, я понимаю, что мне нужно сделать очень многое.

## Взгляды
Джо Кеннеди III обладает самыми либеральными взглядами в семье Кеннеди (почти такие же позиции занимает его тетя Мария Шрайвер). Он поддерживает легализацию однополых браков и легких наркотиков, а также активно критикует политику президента США Дональда Трампа. Был одним из инициаторов противодействия указу президента Трампа о запрете служить в армии трансгендерам. Кроме того, Кеннеди выступает одним из сторонников расследования вмешательства России в президентские выборы 2016 года.
Некоторые американские СМИ сообщают, что очень либеральные позиции конгрессмена вызывают конфликт со старыми представителями клана Кеннеди — Этель (жена Роберта Кеннеди), Джоан (жена Эдварда Кеннеди) и Робертом Кеннеди-младшим (сын Роберта Кеннеди и дядя Джо Кеннеди III; выступает против абортов, а также критикует внешнюю политику США).